# Ezra Henry Moss
Ezra Henry Moss (11 de abril de 1892 - 8 de febrero de 1963) fue un botánico canadiense, que trabajó extensamente en la flora de Alberta, de Norteamérica, taxonomía de plantas árticas y alpinas.
En 1921, se unió a la Universidad de Alberta, convirtiéndose en profesor y jefe del Departamento de Botánica en 1938, y se retiró en 1958. Su publicación Flora of Alberta es una de las principales textos botánicos de Canadá.

## Algunas publicaciones
- 1936. The Ecology of Epilobium Angustifolium with Particular Reference to Rings of Perideum in the Wood

- 1925. The Uredo Stage of the Pucciniastreae: Uredinia and Haustoria of the Pucciniastreae. Tesis, Ph.D. University of Toronto

### Libros
- 1983. Flora of Alberta: A Manual of Flowering Plants, Conifers, Ferns, and Fern Allies Found Growing Without Cultivation in the Province of Alberta, Canada. Con J. Packer. Ed.	ilustrada, reimpresa, revisada de University of Toronto Press, 687 p. ISBN 0802025080, ISBN 9780802025081

- 1977. Flora of Alberta: By John G. Packer. Suppl. Con John G. Packer. Ed. University of Toronto Press

- 1928. The Vegetation of Alberta: The swamp, moor and bog forest vegetation of central Alberta. II. Con Francis John Lewis, Eleanor Silver Dowding, reimpreso de The University Press, 70 p.

## Honores

### Membresías
- Sociedad Botánica de América
- Asociación Americana para el Avance de la Ciencia
- Sociedad Ecológica de América
- Sociedad de Micología de América
- 1938: Royal Society de Canadá